# 张承义
张承义（1966年9月—），新疆吉木萨尔人，回族，中国共产党党员。中华人民共和国政治人物、第十三届全国人民代表大会新疆地区代表。

## 生平
2018年2月24日，当选为第十三届全国人大代表。